# Guillaume Trani
Guillaume Trani, né le 27 décembre 1997 à Marseille en France, est un footballeur français qui évolue au poste de milieu offensif au Red Star FC.

## Biographie

### Formation à Marseille et passage à la Nike Academy (jusqu'en 2017)
Guillaume Trani débute le football à Marseille, sa ville natale, où il parvient même à rentrer au centre de formation de l'Olympique de Marseille entre 2013 et 2014.
Lors des deux dernières années de sa formation, il rejoint la Nike Academy, une académie qui accueille des joueurs venus des quatre coins de la planète. Il dispute en autres des matchs face à Joe Gomez, Phil Foden ou encore Brahim Diaz durant sa formation.

### USM Endoume (2017-2020)
Le joueur retourne par la suite dans sa ville natale, à Marseille, où il rejoint l'USM Endoume.
Il s'impose rapidement dans les plans du coach et remporte son premier trophée lors de la saison 2017-2018 en terminant premier de National 3.

### US Hostert (2020-2022)
En 2020, le joueur signe à l'US Hostert, en BGL Ligue.
Blessé en début de saison, il inscrit son premier but lors du 2e tour de la Coupe du Luxembourg face à l'US Feulen, permettant à Hostert de se qualifier pour le tour suivant.

### FC Differdange 03 (2022-2025)
Après son passage à l'US Hostert, Guillaume rejoint le FC Differdange 03, vice-champion de BGL Ligue la saison précédente.
Rapidement titulaire, il dispute son premier match lors du 1er tour de qualification de la Ligue Conférence de l'UEFA face au club slovène du NK Olimpija Ljubljana,.
Lors de sa première saison, Guillaume Trani remporte la Coupe du Luxembourg face au FC Marisca Mersch.
En 2023-2024, le joueur remporte pour la première fois le titre de champion de BGL Ligue. Cette même saison, il est élu meilleur joueur du championnat et remporte le titre de "Monsieur football" par le journal luxembourgeois « Le Quotidien ».

### Red Star FC (depuis 2025)
Le 3 juin 2025, Guillaume Trani s’engage avec le Red Star FC.

## Palmarès

### En club
| USM Endoume (1) :                  | FC Differdange 03 (4) :                                                                        |
| ---------------------------------- | ---------------------------------------------------------------------------------------------- |
| - National 3 (1) - Champion : 2018 | - BGL Ligue (2) - Champion : 2024 et 2025 - Coupe du Luxembourg (2) - Vainqueur : 2023 et 2025 |

### Distinctions personnelles
- Meilleur joueur de BGL Ligue en 2023-2024.